# Willem IV van Toulouse
Willem IV van Toulouse (circa 1040 - 1094) was van 1061 tot 1094 graaf van Toulouse, markgraaf van Provence en hertog van Narbonne. Hij behoorde tot het huis Rouergue.

## Levensloop
Hij was de oudste zoon van graaf Pons van Toulouse en Almodis van La Marche. Na de dood van zijn vader in 1061 werd Willem IV graaf van Toulouse, markgraaf van Provence en hertog van Narbonne.
Hij huwde met Emma van Mortain, dochter van graaf Robert van Mortain, en kreeg met haar een dochter Filippa (1073-1118), die huwde met hertog Willem IX van Aquitanië. Tijdens zijn huwelijk kreeg hij bij zijn halfzus Adelheid een buitenechtelijke zoon, Willem-Jordaan.
Na de dood van zijn eerste vrouw hertrouwde hij met een vrouw wier identiteit onbekend is. Uit zijn tweede huwelijk kreeg hij twee zonen, die echter allebei hun kindertijd niet overleefden. Hierdoor had hij enkel zijn dochter Filippa als zijn erfgename. Omdat het in Toulouse ook niet de gewoonte was dat vrouwen de troon bestegen, rees de vraag wie Willem IV zou moeten opvolgen als graaf van Toulouse.
In 1088 reisde Willem IV naar het Heilige Land en wees hij zijn broer Raymond van Saint-Gilles als regent aan. Nog voor zijn terugkomst in Toulouse, stierf Willem IV in 1194 en hierdoor besteeg zijn broer Raymond onder de naam Raymond IV de troon van Toulouse. Filippa en haar echtgenoot Willem IX van Aquitanië waren het daar echter niet mee eens en eisten het graafschap Toulouse op. Ze voerden daarna vier jaar lang een oorlog tegen Raymond IV, die ze uiteindelijk verloren.

## Voorouders
| Voorouders van Willem IV van Toulouse (1040-1094) | Voorouders van Willem IV van Toulouse (1040-1094)                     | Voorouders van Willem IV van Toulouse (1040-1094)                     | Voorouders van Willem IV van Toulouse (1040-1094)                     | Voorouders van Willem IV van Toulouse (1040-1094)                     | Voorouders van Willem IV van Toulouse (1040-1094)                   | Voorouders van Willem IV van Toulouse (1040-1094)                   | Voorouders van Willem IV van Toulouse (1040-1094)                   | Voorouders van Willem IV van Toulouse (1040-1094)                   |
| ------------------------------------------------- | --------------------------------------------------------------------- | --------------------------------------------------------------------- | --------------------------------------------------------------------- | --------------------------------------------------------------------- | ------------------------------------------------------------------- | ------------------------------------------------------------------- | ------------------------------------------------------------------- | ------------------------------------------------------------------- |
| Overgrootouders                                   | Raymond (V) van Toulouse (950-975) ∞ Adelheid van Anjou (~947-1026)   | Raymond (V) van Toulouse (950-975) ∞ Adelheid van Anjou (~947-1026)   | Rotbold II van Provence (-1014) ∞ Ermengard (-)                       | Rotbold II van Provence (-1014) ∞ Ermengard (-)                       | Adelbert I van La Marche (960-997) ∞ Almodis van Limoges (-)        | Adelbert I van La Marche (960-997) ∞ Almodis van Limoges (-)        | ? (-) ∞ ? (-)                                                       | ? (-) ∞ ? (-)                                                       |
| Grootouders                                       | Willem III van Toulouse (969-1037) ∞ Emma van Provence (~975-na 1063) | Willem III van Toulouse (969-1037) ∞ Emma van Provence (~975-na 1063) | Willem III van Toulouse (969-1037) ∞ Emma van Provence (~975-na 1063) | Willem III van Toulouse (969-1037) ∞ Emma van Provence (~975-na 1063) | Bernard I van La Marche (991-1047) ∞ Amelia van Rasès (-)           | Bernard I van La Marche (991-1047) ∞ Amelia van Rasès (-)           | Bernard I van La Marche (991-1047) ∞ Amelia van Rasès (-)           | Bernard I van La Marche (991-1047) ∞ Amelia van Rasès (-)           |
| Ouders                                            | Pons van Toulouse (998-1060) ∞ Almodis van La Marche (ca.1020-1071)   | Pons van Toulouse (998-1060) ∞ Almodis van La Marche (ca.1020-1071)   | Pons van Toulouse (998-1060) ∞ Almodis van La Marche (ca.1020-1071)   | Pons van Toulouse (998-1060) ∞ Almodis van La Marche (ca.1020-1071)   | Pons van Toulouse (998-1060) ∞ Almodis van La Marche (ca.1020-1071) | Pons van Toulouse (998-1060) ∞ Almodis van La Marche (ca.1020-1071) | Pons van Toulouse (998-1060) ∞ Almodis van La Marche (ca.1020-1071) | Pons van Toulouse (998-1060) ∞ Almodis van La Marche (ca.1020-1071) |